# Целестин I
Святи́й Целестин I (лат. Caelestinus; ? — 27 липня 432, Рим, Римська імперія) — сорок третій папа Римський (10 вересня 422—27 липня 432), походив з області Кампанія в Італії. Здобув добру освіту, знався на філософії та Святому письмі. Послав делегатів на Ефеський собор, на якому було засуджено несторіанство. Активно переслідував пелагіоністів і новаціаністів. Під час його понтифікату оголошено догмат про боже материнство Найсвятішої Діви Марії
У 431 році призначив Паладія єпископом в Ірландії. Після смерті Паладія, єпископом Ірландії було призначено Святого Патрика.